# Леіф Девідсен
Лейф (Леіф) Девідсен (дан. Leif Davidsen; нар. 25 липня 1950, Оттерап) — данський прозаїк та журналіст.

## Біографія
Народився 25 липня 1950 року в данському містечку Оттерап. Здобувши журналістську освіту, 1977 року він почав працювати в Іспанії фрілансером на Данському радіо. 1980 року Лейф почав виходити з новинами про Радянський Союз та робити огляди про новини з Росії для Данського радіо. З 1984 до 1988 року він працював у Москві. Як журналіст активно подорожував по всьому світу. Коли Девідсен повернувся до Данії, то почав працювати шеф-редактором іноземних новин на Данському радіо. З 1996 року був редактором серіалу «Данська мрія» про життя сучасної Данії. 1991 року отримав Премію Данських книгопродавців «Золотий Лавр» (дан. De Gyldne Laurbær) за його роман «Останній шпигун».
Із 1999 року Лейф Девідсен займається письменницькою діяльністю.

## Основні роботи
Девідсен пише політичні трилери, які відображають життя людини в цьому плинному і змінному світі. Навіть якщо переважна більшість героїв мають данське походження, дія відбувається за кордоном.
Девідсен опублікував свою першу книгу «Нечисті союзи», або «Обман сардин» 1984 року. Цей роман присвячений життю Країни Басків після смерті Франко.
Що стосується інших романів, то можна виділити такі:
- «Російська співачка» — роман присвячений періоду падіння комунізму. Йдеться про данського дипломата, який переймався проблемами корупції та вбивств. Герой закохався у чарівну співачку в Московському нічному клубі.
- «Останній шпигун» — роман розповідає про полювання на російського шпигуна в Данській адміністрації після падіння Берлінського муру.
- «Сербський данець» — роман про сербського чоловіка з данським корінням.
- «Ворог у дзеркалі» — описує події Американської війни проти тероризму після 11 вересня 2011 року та атак проти США.
- «Фотограф Лайм» — роман про життя данського фотографа, який працює в Іспанії. Книга містить історичні спогади автора за останні 30 років.
- «Невідома дружина» — історія данського подружжя, яке поїхало до Росії. Дружина, яка має російське коріння, раптово зникає.